# Rugby Americas North Cup 2015
El Rugby Americas North Cup de 2015 fue la 2° edición del torneo de segunda división que organiza la federación norteamericana (RAN).

## Equipos participantes
- Selección de rugby de Bahamas
- Selección de rugby de Bermudas
- Selección de rugby de Curazao
- Selección de rugby de Islas Turcas y Caicos (The Flamingos)
- Selección de rugby de Islas Vírgenes Británicas
- Selección de rugby de San Vicente y las Granadinas
- Selección de rugby de Santa Lucía

## Resultados

### Posiciones Zona Norte
| Pos. | Equipo                | Encuentros | Encuentros | Encuentros | Encuentros | Tantos  | Tantos    | Tantos     | Puntos Bonus | Puntos Totales |
| Pos. | Equipo                | jugados    | ganados    | empatados  | perdidos   | a favor | en contra | diferencia | Puntos Bonus | Puntos Totales |
| ---- | --------------------- | ---------- | ---------- | ---------- | ---------- | ------- | --------- | ---------- | ------------ | -------------- |
| 1    | Bahamas               | 2          | 2          | 0          | 0          | 45      | 22        | + 23       | 1            | 9              |
| 2    | Bermudas              | 2          | 1          | 0          | 1          | 70      | 24        | + 46       | 2            | 6              |
| 3    | Islas Turcas y Caicos | 2          | 0          | 0          | 2          | 10      | 79        | - 69       | 0            | 0              |

Nota: Se otorgan 4 puntos al equipo que gane un partido y 2 al que empate
Puntos Bonus: 1 punto por convertir 4 tries o más en un partido y 1 al equipo que pierda por no más de 7 tantos de diferencia
| 7 de marzo | Bahamas | 55 - 3 | Islas Turcas y Caicos |  |  |

| 21 de marzo | Bahamas | 21 - 15 | Bermudas |  |  |

| 18 de abril | Islas Turcas y Caicos | 7 - 24 | Bahamas |  |  |

| Bandera de Bahamas         |
| Ganador Zona Norte Bahamas |

### Posiciones Zona Sur
| Pos. | Equipo                       | Encuentros | Encuentros | Encuentros | Encuentros | Tantos  | Tantos    | Tantos     | Puntos Bonus | Puntos Totales |
| Pos. | Equipo                       | jugados    | ganados    | empatados  | perdidos   | a favor | en contra | diferencia | Puntos Bonus | Puntos Totales |
| ---- | ---------------------------- | ---------- | ---------- | ---------- | ---------- | ------- | --------- | ---------- | ------------ | -------------- |
| 1    | Islas Vírgenes Británicas    | 3          | 3          | 0          | 0          | 63      | 29        | + 34       | 1            | 13             |
| 2    | San Vicente y las Granadinas | 3          | 1          | 1          | 1          | 55      | 54        | + 1        | 2            | 8              |
| 3    | Curazao                      | 3          | 1          | 1          | 1          | 60      | 62        | - 2        | 2            | 8              |
| 4    | Santa Lucía                  | 3          | 0          | 0          | 3          | 41      | 74        | - 33       | 0            | 0              |

Nota: Se otorgan 4 puntos al equipo que gane un partido y 2 al que empate
Puntos Bonus: 1 punto por convertir 4 tries o más en un partido y 1 al equipo que pierda por no más de 7 tantos de diferencia
| 28 de febrero | Islas Vírgenes Británicas | 22 - 14 | Santa Lucía |  |  |

| 7 de marzo | Curazao | 24 - 24 | San Vicente y las Granadinas |  |  |

| 21 de marzo | Santa Lucía | 8 - 16 | San Vicente y las Granadinas |  |  |

| 11 de abril | Curazao | 36 - 19 | Santa Lucía |  |  |

| 18 de abril | San Vicente y las Granadinas | 15 - 22 | Islas Vírgenes Británicas |  |  |

| 2 de mayo | Islas Vírgenes Británicas | 19 - 0 | Curazao |  |  |

| Bandera de Islas Vírgenes Británicas       |
| Ganador Zona Sur Islas Vírgenes Británicas |